# SK 18野戰砲
10 厘米 sK 18重加农炮（德語：是德意志国防军于第二次世界大战中使用的一种野战加农砲。虽然实际口径是105毫米，但是因为其取代的10 cm K 17加农炮也是以厘米口径命名，因此延续这种命名方式。20世纪20年代，魏玛德国陆军进行了下一代陆军重型野战火炮的招标。当时德军希望下一代的10厘米口径的野战加农炮和15厘米口径的重型野战榴弹炮能共用同一款炮架：这导致了最终sK 18加农炮和在外观上十分相似的sFH 18榴弹炮最终进入德军服役。注意虽然比起sFH 18榴弹炮，sK 18的口径更小，但其作为加农炮拥有更长的炮管，所以二者最终在重量上非常接近，很适合共用同一款炮架。除此之外，这两门炮名称中的18式，是希望误导外国观察者认为它们是在一战期间设计，以规避凡尔赛条约对德国武器装备设计的限制。
对于下一代野战加农炮的竞标在克虏伯和莱茵金属间展开。研发始于1926年，到了1930年克虏伯和莱茵金属均成功造出了几门原型火炮。在德意志国防军对原型炮进行了长时间测试之后，1934年两家军工企业都被宣布中标：最终服役的sK 18加农炮结合了来自莱茵金属的炮身和克虏伯设计的炮架。 
服役后,大部分的sK 18加农炮都被编入独立炮兵营中，作为军级或者集团军级火力使用，但是也有和sFH 18榴弹炮一起编入师属炮兵营的情况。由于拥有极佳的炮口初速，sK 18加农炮也有被作为重型反坦克炮使用，特别是在巴巴罗萨计划初期。作为坦克炮的sK 18加农炮也被安装在实验性的大麦克斯式自行火炮上。

## sK 18/40重加农炮
在1939年二战爆发之后，希特勒要求将sK 18的射程提升到21千米。克虏伯通过加长炮管的方式，成功让新的sK 18/40加农炮的炮口初速提升到了905米／秒,并拥有21,150米的最大射程。由于新的火炮拥有6.30米的炮管(60倍径)，其重量提高了不少，开火状态下有5720千克， 运输状态下有6440千克。德意志国防军认为这些火炮过重，所以对其缺乏兴趣。sK 18/40加农炮一共只在1940年生产了九门。

## 使用國家
- 納粹德國(生产国)
- 保加利亚
- 阿尔巴尼亚